# Jacobaea paludosa
Espèce
Classification APG III (2009)
Jacobaea paludosa, le Séneçon des marais, est une espèce de plante à fleurs de la famille des Asteraceae (Composées).

## Description
C'est une plante herbacée.

## Synonyme
- Senecio paludosus L.

## Statut de protection
En France, l'espèce est protégée en Alsace, dans le Centre, en Haute-Normandie, en Languedoc-Roussillon, en Lorraine, dans le Nord-Pas-de-Calais (sur liste rouge) et en Picardie.